# Dirham degli Emirati Arabi Uniti
Il dirham (arabo: درهم) è la valuta degli Emirati Arabi Uniti. Il codice ISO 4217 è AED. Abbreviazioni non ufficiali sono DH o Dhs. Il dirham è suddiviso in 100 fils (فلس).

## Storia
Il dirham degli Emirati Arabi Uniti fu introdotto nel 1973. Sostituiva il riyal di Qatar e Dubai alla pari. Il riyal di Qatar e Dubai riyal aveva circolato dal 1966 in tutti gli emirati eccetto Abu Dhabi, dove il dirham sostituì il dinaro del Bahrain con un cambio di 1 dirham = 0,1 dinar. Prima del 1966 gli emirati usavano la rupia del Golfo. Come in Qatar gli emirati per breve tempo usarono riyal saudita durante la transizione dalla rupia del Golfo al riyal del Qatar e Dubai.
Il 28 gennaio 1978 il dirham fu ufficialmente agganciato ai Diritti Speciali di Prelievo del Fondo Monetario Internazionale (Special Drawing Rights o SDR). In pratica è stato agganciato al dollaro statunitense per gran parte del tempo.
Dal novembre 1997 il dirham è agganciato al dollaro con un cambio di 1 USD = 3,6725 dirham, che si traduce circa in 1 dirham = 0,272294 dollari.

## Monete
Nel 1973 furono introdotte monete nei valori di 1, 5, 10, 25 e 50 fils e di 1 dirham. Le monete da 1, 5 e 10 fils erano coniate in bronzo e le altre in cupro-nickel. Le monete in fils avevano le stesse misure e composizione delle corrispondenti monete in dirham di Qatar e Dubai. Nel 1995, le monete da 50 fils e 1 dirham furono ridotte in dimensione e quella da 50 fils era eptagonale con i lati incurvati.
Il valore e i numeri sono scritti con i numeri arabi orientali e il testo è in lingua araba. Le monete da 1, 5 e 10 fils sono raramente usate nella vita quotidiana e tutte le somme sono arrotondate ai più vicino multiplo di 25 fils. Le moneta da 1 fils è una rarità e praticamente non circola. Nei resti c'è il rischio di confondere le vecchie monete da 50 fils con quelle moderne da 1 dirham perché hanno quasi le stesse misure.

### Problemi con la moneta da 1 dirham
Nell'agosto 2008 ci si accorse che la moneta filippina da 1 peso aveva le stesse misure di quella da 1 dirham. Poiché il valore della moneta da 1 peso era solamente di 8 fils, questo portò a una truffa nei confronti dei distributori automatici negli Emirati Arabi Uniti. Siccome il dirham degli Emirati vale circa 13 volte il peso filippino, si comprende quanto fosse conveniente per i delinquenti organizzare questo tipo di truffa. 

### Monete commemorative
Dal 1976 la Central Bank of the United Arab Emirates ha coniato diverse monete commemorative. Queste monete celebrano differenti eventi e leader degli Emirati Arabi Uniti.
| Monete commemorative degli Emirati Arabi Uniti | Monete commemorative degli Emirati Arabi Uniti                                                           | Monete commemorative degli Emirati Arabi Uniti | Monete commemorative degli Emirati Arabi Uniti | Monete commemorative degli Emirati Arabi Uniti | Monete commemorative degli Emirati Arabi Uniti | Monete commemorative degli Emirati Arabi Uniti |
| Anno                                           | Descrizione                                                                                              | Denominazione                                  | Lega                                           | Diametro (mm)                                  | Peso (g)                                       | Titolo                                         |
| ---------------------------------------------- | --- | ---------------------------------------------- | ---------------------------------------------- | ---------------------------------------------- | ---------------------------------------------- | ---------------------------------------------- |
| 1976                                           | V giornata nazionale degli Emirati Arabi Uniti                                                           | 1000                                           | oro                                            | 40                                             | 40                                             | 916,6                                          |
| 1981                                           | Il 15º centenario dell'egira                                                                             | 5                                              | cupronickel                                    | 32                                             | 14.25                                          | N/A                                            |
| 1986                                           | 27° Olimpiadi degli scacchi a Dubai                                                                      | 1                                              | cupronickel                                    | 28.5                                           | 11.31                                          | N/A                                            |
| 1987                                           | XXV anniversario della prima piattaforma petrolifera a Abu Dhabi                                         | 1                                              | cupronickel                                    | 28.5                                           | 11.31                                          | N/A                                            |
| 1987                                           | 10º anniversario dell'Università degli Emirati Arabi Uniti                                               | 1                                              | cupronickel                                    | 28.5                                           | 11.31                                          | N/A                                            |
| 1990                                           | Qualificazione della Nazionale di calcio degli Emirati Arabi Uniti al Campionato mondiale di calcio 1990 | 1                                              | cupronickel                                    | 28.5                                           | 11.31                                          | N/A                                            |
| 1992                                           | Commemorazione dello sceicco Rashid bin Saeed Al Maktoum                                                 | 1000                                           | oro                                            | 40                                             | 40                                             | 916,6                                          |
| 1992                                           | Commemorazione dello sceicco Rashid bin Saeed Al Maktoum                                                 | 500                                            | oro                                            | 25                                             | 20                                             | 916,6                                          |
| 1992                                           | Commemorazione dello sceicco Rashid bin Saeed Al Maktoum                                                 | 50                                             | argento                                        | 40                                             | 40                                             | 0,925                                          |
| 1992                                           | X anniversario della Central Bank of the United Arab Emirates                                            | 1000                                           | oro                                            | 40                                             | 40                                             | 916,6                                          |
| 1992                                           | X anniversario della Central Bank of the United Arab Emirates                                            | 500                                            | oro                                            | 25                                             | 20                                             | 916,6                                          |
| 1992                                           | X anniversario della Central Bank of the United Arab Emirates                                            | 50                                             | argento                                        | 40                                             | 40                                             | 0,925                                          |
| 1995                                           | XX anniversario della General Woman's Union                                                              | 1000                                           | oro                                            | 40                                             | 40                                             | 916,6                                          |
| 1995                                           | XX anniversario della General Woman's Union                                                              | 500                                            | oro                                            | 25                                             | 20                                             | 916,6                                          |
| 1995                                           | Cinquantesimo anniversario della Lega Araba                                                              | 50                                             | argento                                        | 40                                             | 40                                             | 0,925                                          |
| 1996                                           | XXX anniversario dello sceicco Zayed bin Sultan Al Nahyan                                                | N/A                                            | oro                                            | 65                                             | 200                                            | 916,6                                          |
| 1996                                           | XXX anniversario dello sceicco Zayed bin Sultan Al Nahyan                                                | N/A                                            | oro                                            | 40                                             | 40                                             | 916,6                                          |
| 1996                                           | XXX anniversario dello sceicco Zayed bin Sultan Al Nahyan                                                | 50                                             | argento                                        | 40                                             | 40                                             | 0,925                                          |
| 1996                                           | XXV giornata nazionale degli Emirati Arabi Uniti                                                         | N/A                                            | oro                                            | 65                                             | 200                                            | 916,6                                          |
| 1996                                           | XXV giornata nazionale degli Emirati Arabi Uniti                                                         | N/A                                            | oro                                            | 40                                             | 40                                             | 916,6                                          |
| 1996                                           | XXV giornata nazionale degli Emirati Arabi Uniti                                                         | 50                                             | argento                                        | 40                                             | 40                                             | 0,925                                          |
| 1998                                           | X anniversario dell'Higher Colleges of Technology                                                        | 50                                             | argento                                        | 40                                             | 40                                             | 0,925                                          |
| 1998                                           | X anniversario dell'Higher Colleges of Technology                                                        | 50                                             | argento-cupronickel                            | 1-24                                           | N.D.                                           | N.D.                                           |
| 1998                                           | XXXV anniversario della National Bank of Dubai                                                           | 50                                             | argento                                        | 40                                             | 40                                             | 0,925                                          |
| 1998                                           | XXXV anniversario della National Bank of Dubai                                                           | 25                                             | argento                                        | 28                                             | 20                                             | 0,925                                          |
| 1998                                           | XXXV anniversario della National Bank of Dubai                                                           | 1                                              | cupronickel                                    | 24                                             | 6.4                                            | N/A                                            |
| 1998                                           | 50 anni dell'UNICEF                                                                                      | 50                                             | argento                                        | 40                                             | 27.22                                          | 0,925                                          |
| 1998                                           | Sharjah capitale culturale del mondo Arabo                                                               | 50                                             | argento                                        | 40                                             | 40                                             | 0,925                                          |
| 1998                                           | Sharjah capitale culturale del mondo Arabo                                                               | 1                                              | cupronickel                                    | 24                                             | 6.4                                            | N/A                                            |
| 1998                                           | Sheikha Fatima Bint Mubarak personalità umanitaria del 1998                                              | N/A                                            | oro                                            | 40                                             | 40                                             | 916,6                                          |
| 1998                                           | Sheikha Fatima Bint Mubarak personalità umanitaria del 1998                                              | N/A                                            | oro                                            | 28                                             | 20                                             | 916,6                                          |
| 1999                                           | XXV anniversario del primo invio di petrolio da Abu Al Bukush ad Abu Dhabi                               | 25                                             | argento                                        | 28                                             | 20                                             | 0,925                                          |
| 1999                                           | XXX anniversario della Camera di commercio ed industria di Abu Dhabi                                     | 50                                             | argento                                        | 40                                             | 40                                             | 0,925                                          |
| 1999                                           | C anniversario del dipartimento dei porti e dogane di Dubai                                              | 100                                            | argento                                        | 40                                             | 40                                             | 0,925                                          |
| 1999                                           | Sceicco Zayed bin Sultan Al Nahyan personalità islamica dell'anno                                        | N/A                                            | oro                                            | 40                                             | 40                                             | 916,6                                          |
| 1999                                           | Sceicco Zayed bin Sultan Al Nahyan personalità islamica dell'anno                                        | 50                                             | argento                                        | 40                                             | 40                                             | 0,925                                          |
| 1999                                           | Sceicco Zayed bin Sultan Al Nahyan personalità islamica dell'anno                                        | 1                                              | cupronickel                                    | 24                                             | 6.4                                            | N/A                                            |
| 1999                                           | Certificazione ISO-9001 del ministero delle Finanze e dell'Industria                                     | 50                                             | argento                                        | 40                                             | 40                                             | 0,925                                          |
| 2000                                           | XXV anniversario della Dubai Islamic Bank                                                                | 50                                             | argento                                        | 40                                             | 40                                             | 0,925                                          |
| 2000                                           | XXV anniversario della Dubai Islamic Bank                                                                | 25                                             | argento                                        | 28                                             | 20                                             | 0,925                                          |
| 2000                                           | XXV anniversario della Dubai Islamic Bank                                                                | 1                                              | cupronickel                                    | 24                                             | 6.4                                            | N/A                                            |
| 2000                                           | XXV anniversario della General Woman's Union                                                             | 50                                             | argento                                        | 40                                             | 40                                             | 0,925                                          |
| 2000                                           | XXV anniversario della General Woman's Union                                                             | 1                                              | cupronickel                                    | 24                                             | 6.4                                            | N/A                                            |
| 2000                                           | XXV anniversario della Arab Bank for Investment and Foreign Trade                                        | 50                                             | argento                                        | 40                                             | 40                                             | 0,925                                          |
| 2000                                           | Inaugurazione del terminal Sheikh Rashid al Dubai International Airport                                  | 50                                             | argento                                        | 40                                             | 40                                             | 0,925                                          |
| 2001                                           | XXV anniversario della unificazione delle forze armate degli Emirati                                     | 50                                             | argento                                        | 40                                             | 40                                             | 0,925                                          |
| 2001                                           | XXV anniversario della unificazione delle forze armate degli Emirati                                     | 1                                              | cupronickel                                    | 24                                             | 6.4                                            | N/A                                            |
| 2001                                           | XXX anniversario del Al Ain National Museum                                                              | 50                                             | argento                                        | 40                                             | 40                                             | 0,925                                          |
| 2001                                           | XX anniversario dell'Istituto dello sviluppo amministrativo                                              | 50                                             | argento                                        | 40                                             | 40                                             | 0,925                                          |
| 2002                                           | XXV anniversario dell'Università degli Emirati arabi uniti                                               | 50                                             | argento                                        | 40                                             | 40                                             | 0,925                                          |
| 2002                                           | Commemorazione del premio delle scienze mediche intitolato allo sceicco Hamdan Bin Rashid Al Maktoum     | 50                                             | argento                                        | 40                                             | 40                                             | 0,925                                          |
| 2002                                           | Commemorazione della scuola Ahmadia a Dubai                                                              | 50                                             | argento                                        | 40                                             | 40                                             | 0,925                                          |
| 2003                                           | XXX anniversario Central Bank of the United Arab Emirates                                                | N/A                                            | oro                                            | 40                                             | 40                                             | 916,6                                          |
| 2003                                           | XXX anniversario Central Bank of the United Arab Emirates                                                | 50                                             | argento                                        | 40                                             | 40                                             | 0,925                                          |
| 2003                                           | Meeting annuale Banca mondiale-Fondo Monetario Internazionale a Dubai                                    | N/A                                            | oro                                            | 40                                             | 40                                             | 916,6                                          |
| 2003                                           | Meeting annuale Banca mondiale-Fondo Monetario Internazionale a Dubai                                    | 50                                             | argento                                        | 40                                             | 40                                             | 0,925                                          |
| 2003                                           | Meeting annuale Banca mondiale-Fondo Monetario Internazionale a Dubai                                    | 1                                              | cupronickel                                    | 24                                             | 6.4                                            | N/A                                            |

## Banconote
Nel 1973 il Currency Board degli Emirati introdusse banconote nei tagli da 1, 5, 10, 50, 100 e 1000 dirham. Una seconda serie di banconote fu introdotta nel 1982 senza i tagli da 1 e 1000 dirham. La banconota da 500 dirham fu introdotta nel 1983, seguita da quella da 200 dirham nel 1989. La banconota da 1000 dirham fu reintrodotta nel 2000. Le banconote attuali sono nei tagli da 5 (marrone), 10 (verde), 20 (blu chiaro), 50 (rosa), 100 (viola), 200 (verde/marrone), 500 (blu) e 1000 (verde/blu) dirham.
Il testo al fronte è in arabo e in numeri arabi orientali; al verso il testo è in inglese e i numeri sono in numeri arabi occidentali. Il taglio da 200 dirham è relativamente raro dato che è stato stampato solo nel 1989.